# Carlos Manuel de Céspedes del Castillo
Carlos Manuel de Céspedez y del Castillo (18. april 1819 i Bayamo - 27. februar 1874) regnes som Cubas første frigøringshelt og kaldes også «fædrelandets far» (Padre de la Patria). Han var jurist, plantageejer, general for Los Mambies og Cubas første oprørspræsident fra 12. april 1869 til 27. oktober 1873. Céspedes var far til en senere Cubansk præsident, Carlos Manuel de Céspedes y Quesada. 
1. ↑  Navnet er anført på bokmål og stammer fra Wikidata hvor navnet endnu ikke findes på dansk.
2. ↑  Navnet er anført på engelsk og stammer fra Wikidata hvor navnet endnu ikke findes på dansk.
3. ↑  Navnet er anført på engelsk og stammer fra Wikidata hvor navnet endnu ikke findes på dansk.